# 5 minutes avec toi
Singles de Amir
Longtemps
(2018)
Pistes de Addictions (Édition Deluxe)
Parfait déséquilibre
(2-4) Imagine
(2-6)
5 minutes avec toi est une chanson interprétée par Amir, sortie en single le 15 février 2019. C'est le septième single extrait de son album Addictions et le deuxième single depuis la réédition de l'album.
Le clip accompagnant la chanson, réalisé par Amir et David Fontao, est sorti le 12 avril 2019 sur YouTube avec une durée totale de 5 minutes et 12 secondes.

## Liste du titre
| 1. | 5 minutes avec toi | Amir Haddad, Eddy Pradelles | 3:02 |

## Classements hebdomadaires
| Classement (2019)                       | Meilleure position |
| --------------------------------------- | ------------------ |
| Belgique (Wallonie Ultratip 50)         | 1                  |
| Belgique (Wallonie Ultratop 50 Airplay) | 34                 |
| France (SNEP radios)                    | 40                 |
| France (SNEP téléchargements)           | 100                |

## Historique de sortie
| Pays   | Date            | Format                    | Label               |
| ------ | --------------- | ------------------------- | ------------------- |
| France | 15 février 2019 | Téléchargement, streaming | Warner Music France |